# Lequio Berria
Lequio Berria (piemontesisch Lech) ist eine Gemeinde in der italienischen Provinz Cuneo (CN), Region Piemont.

## Lage und Einwohner
Lequio Berria liegt 66 km nordöstlich von der Provinzhauptstadt Cuneo entfernt, in der Landschaft des Langhe. Das Gemeindegebiet umfasst eine Fläche von 11,83 km² und hat 435 Einwohner (Stand 31. Dezember 2023). Die Nachbargemeinden sind Albaretto della Torre, Arguello, Benevello, Borgomale, Bosia, Cravanzana und Rodello.

## Geschichte
Der Ortsname erscheint in Urkunden aus dem Jahr 872 als „Leuquio“, dann im Jahr 901 als „Leucum“, im Jahr 1029 als „Lequi“. Nach Ansicht einiger Gelehrter stellt es die Fortsetzung eines vorlateinischen Wortes „leuko“ dar, das dem lateinischen LUCUS ähnelt und daher für einige als „Holz“, für andere als „weiß“ zu interpretieren ist. Allerdings erscheint auch die These einer Vergleichbarkeit mit dem Personennamen keltischen Ursprungs Leucus nicht ausgeschlossen. Die ersten sicheren Zeugnisse über die Ursprünge des Dorfes finden sich in einem Diplom von Otto III. aus dem Jahr 1001 zugunsten des Markgrafen von Susa, Oderico Manfredi.
Seine historischen Ereignisse waren durch kontinuierliche dynastische Veränderungen gekennzeichnet. Zuerst unterstand es der Gerichtsbarkeit der Markgrafen von Savona, dann der von Clavesana, Ceva und Saluzzo und gelangte schließlich zu einem gewissen Goffredo, dem Stammvater der örtlichen Herren. Im Jahr 1601 wurde es dem Herrschaftsgebiet von Carlo Emanuele I. von Savoyen angegliedert. 
Aus historisch-architektonischer Sicht ist die Burg interessant, sie hat die Form eines massiven viereckigen Turms, von dem heute nur noch wenige Ruinen übrig sind. Erwähnenswert sind auch die alte Kirche San Rocco mit ihren wertvollen Fresken aus dem 11. Jahrhundert und das Heiligtum der Madonna della Neve mit Fresken aus dem 15. Jahrhundert.

## Kulinarische Spezialität
In Lequio Berria werden Reben für den Dolcetto d’Alba, einen Rotwein mit DOC Status angebaut. Die Beeren der Rebsorten Spätburgunder und/oder Chardonnay dürfen zum Schaumwein Alta Langa verarbeitet werden.